# Metalimnobia (Metalimnobia) dualis
Metalimnobia (Metalimnobia) dualis is een tweevleugelige uit de familie steltmuggen (Limoniidae). De soort komt voor in het Palearctisch gebied.